# مارتین لوژن
مارتین لوژن (۲۷ ژوئیه ۱۹۸۰ در هانوفر آلمان) خبرنگار و روزنامه‌نگار آلمانی است.

## زندگی‌نامه
وی کودکی و جوانی اش را در نورنبرگ و بیلفلد گذراند. لوژن مدرک علوم سیاسی خود را در سال ۲۰۰۴ از مؤسسه Otto-suhr از دانشگاه آزاد برلین دریافت نموده است.

## فعالیت‌ها
لوژن به دلیل انتقاد از اسرائیل و دیدگاه‌های ضد اسرائیلی خود و نیز تهیه گزارش‌هایی دربارهٔ جنگ‌های غیرنظامی در سوریه شناخته شده‌است. وی در جریان مشارکت در Toilettenaffare و نیز در ارتباط با مجوز رسمی روزنامه‌نگاری در محاکمه NCU مشهور گردیده است.

## اقدامات
- پوشش خبری نبرد اسرائیل علیه غزه در سال ۲۰۱۴ از راه دور[۷]
- اعتراض به اعدام‌های غیرقانونی ۱۸ فلسطینی توسط اسرائیل[۲]

## اسلام آوردن
مارتین لوژن نهایتاً در ۵ ژوئن ۲۰۱۶ در مراسم عید فطر، در مسجدی در برلین به اسلام گروید.